# Gösta de Maré
Fritz Gustaf (Gösta) Samuel de Maré, född den 17 april 1894 i Stora Tuna församling, Kopparbergs län, död den 12 januari 1977 i Lysekil, var en svensk ingenjör. Han tillhörde släkten de Maré och var sonson till Samuel de Maré.
de Maré avlade studentexamen i Falun 1912 och civilingenjörsexamen vid Chalmers tekniska institut 1915. Han var anställd i Sverige 1916–1920 samt i Förenta staterna, Chile och övriga Sydamerika 1920–1928. de Maré var huvuddelen av sitt yrkesverksamma liv anställd av Allmänna Svenska Elektriska Aktiebolaget. Han arbetade i Västerås 1928–1931, som chef för dotterbolaget i Madrid 1931–1934, som montageingenjör i Västerås 1934–1942, som chef för filialen i Stockholm 1942–1949 och som chef för alla svenska filialer med stationering i Västerås 1949–1959. de Maré blev riddare av Vasaorden 1954.